# Uddheden

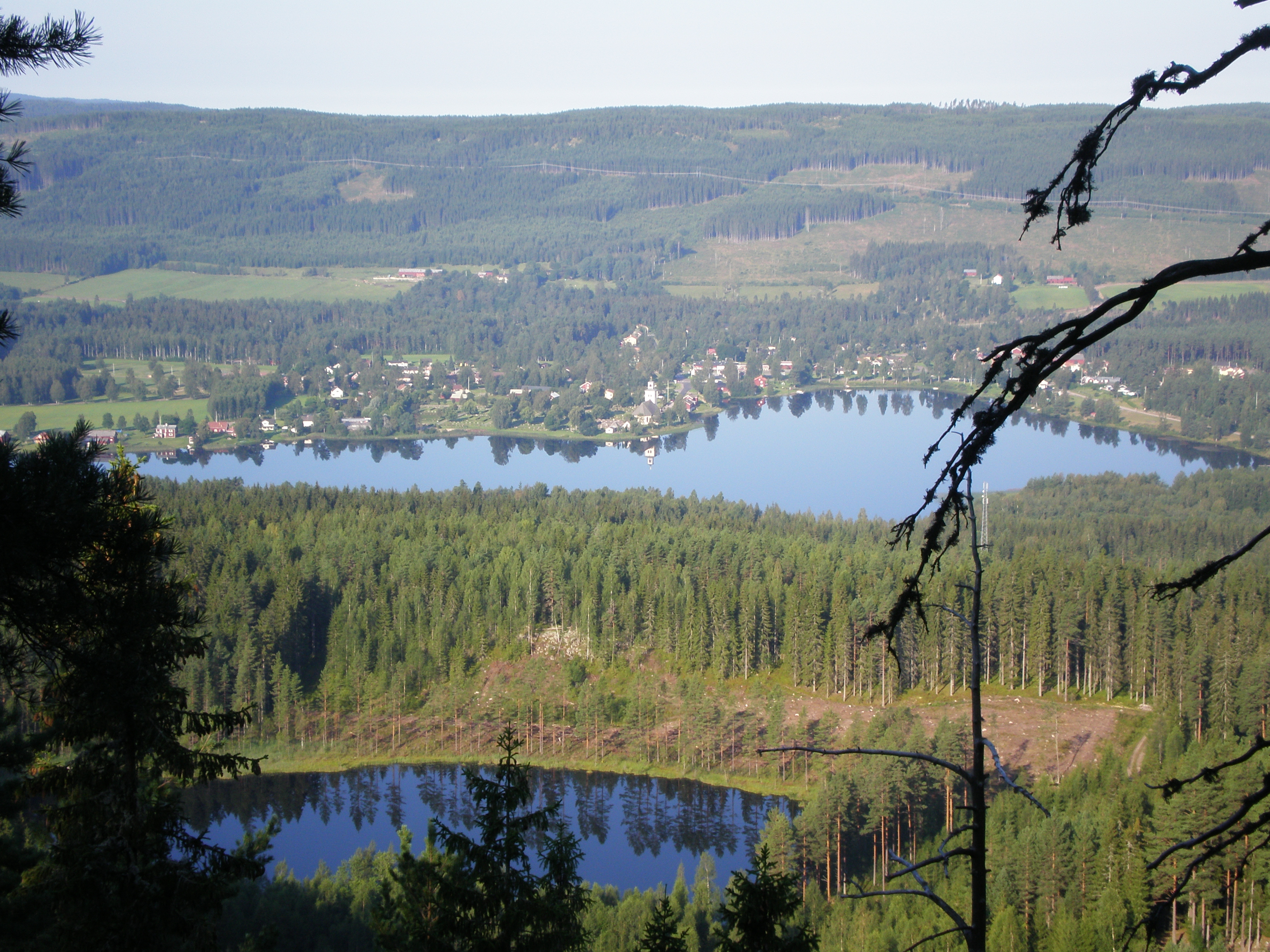
Blick auf Uddheden

Uddheden ist eine Ortschaft (Tätort) in der schwedischen Provinz Värmlands län und der historischen Provinz Värmland.
Der Ort in der Gemeinde Sunne gehörte bis 1971 zur Gemeinde Gräsmark, die nach der Gemeindereform eingegliedert wurde. Nach wie vor ist Uddheden Hauptort der Kirchengemeinde (Församling) Gräsmark.
Uddheden verfügt über eine Kirche, eine Schule, ein Heimatmuseum und ein Altenheim. Im Ort gibt es einen Sportverein, Gräsmarks GOIF. In Uddheden vertretene Wirtschaftszweige sind Land- und Forstwirtschaft, ein Heizwerk sowie Tourismus. Daneben gibt es grundlegende Dienstleistungsangebote wie Einzelhandel, eine Post und eine Bank.